# سفارة البرازيل في بيرو
سفارة البرازيل في بيرو هي أرفع تمثيل دبلوماسي لدولة البرازيل لدى بيرو. تقع السفارة في ليما وهي تهدف لتعزيز المصالح البرازيلية في بيرو.

## وصلات خارجية
- قائمة سفارات البرازيل
- قائمة السفارات في بيرو